# Franziskuskapelle Arbing

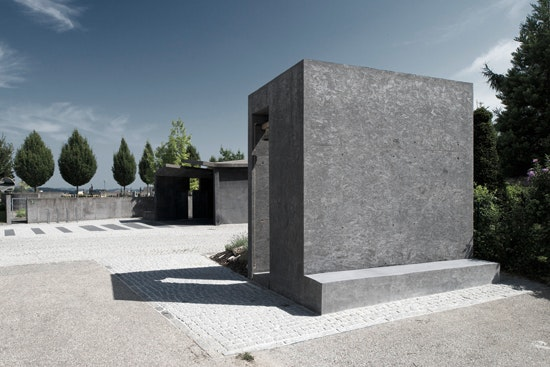
Am 7. Oktober 2011 durch Bischof Maximilian Aichern eingeweihte Franziskuskapelle westlich des Arbinger Friedhofs

Die Franziskuskapelle ist ein privater Andachtsraum in Arbing im Bezirk Perg in Oberösterreich.
Der Standort des Bauwerkes befindet sich auf einem privaten Grundstück auf dem Schlossberg in der Nähe der Pfarrkirche Arbing westlich des Ortsfriedhofs. Als Besonderheit der aus dunkelgrau gefärbtem Beton gefertigten Kapelle gilt das fehlende Dach, um den Blick deutlicher nach oben zu lenken und dem franziskanischen Lebensstil nachzuempfinden. Sie bildet mit dem Portal des Ortsfriedhofes ein architektonisches Ensemble.

## Errichtung
Die Kapelle wurde in der Zeit von 2009 bis 2011 basierend auf Eindrücken einer Pilgerreise nach Assisi auf Initiative von Rafael Hintersteiner errichtet. Das Projekt entstand 2009 zunächst als Bildstock, wurde mit der Errichtung der Kapelle 2010 fortgesetzt und im Sommer 2011 fertiggestellt. Die Gesamtkosten der auf einer privaten Liegenschaft im Einvernehmen mit dem örtlichen Pfarrgemeinderat errichteten Kapelle beliefen sich auf etwa 11.000 Euro, die aus Stipendien, einer Benefizveranstaltung und privaten Mitteln aufgebracht wurden.
Die Kapelle wurde am 7. Oktober 2011 vom ehemaligen Linzer Bischof Maximilian Aichern in Anwesenheit von Monsignore Johann Zauner, Dechant Konrad Hörmanseder, Dechant Karl Wögerer und Diakon Fritz Pichler eingeweiht und steht der Bevölkerung seither zur Andacht und für sonstige sakrale Zwecke wie Taufen zur Verfügung. Sie ist dem Heiligen Franziskus gewidmet.
Elf Jahre nach der Errichtung der Kapelle wird am 1. Oktober 2022 die neue Bronzeglocke durch Abt Mag. Gerhard Hafner vom Benediktinerstift Admont geweiht. Die neue Glocke soll wie die Kapelle selbst dem Heiligen Franziskus gewidmet sein. Im Zuge der Glockenweihe wird der bestehende Platz um die Kapelle erweitert und um eine Grünzone ergänzt.
Die neue Glocke wird von der Glockengießerei Perner aus Passau (D) angefertigt und passt tonlich zum bestehenden Geläut der Pfarrkirche Arbing – sie wird in Zukunft als Sterbeglocke für die Pfarrbevölkerung zur Verfügung stehen und kann ebenso zum Vollgeläut dazugeschaltet werden.

## Ein kleines Angebot

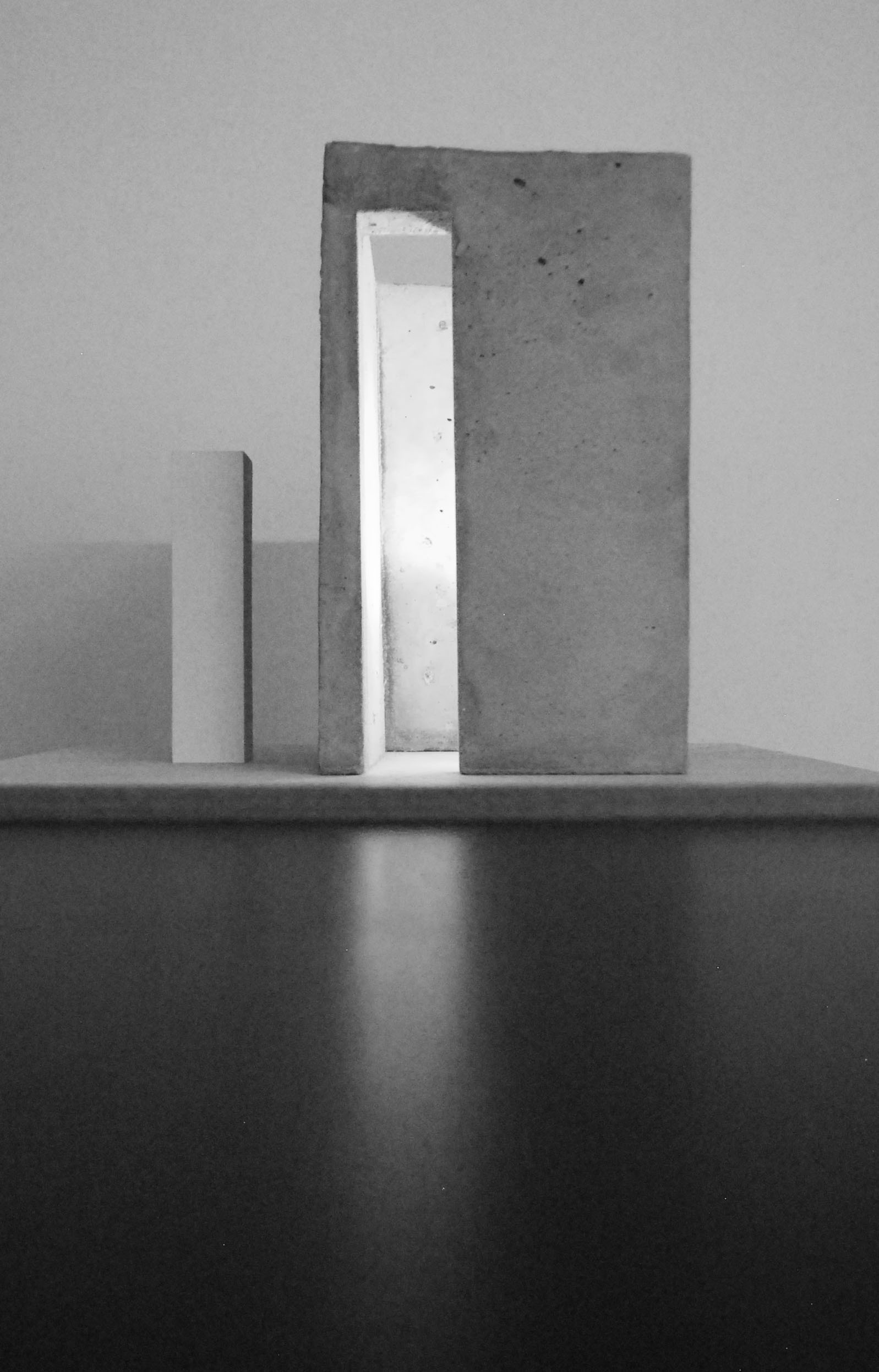
Nordansicht der Kapelle – Modell 1:10

Die Franziskuskapelle entspricht nicht dem herkömmlichen Gestaltungstyp für eine Kapelle. Es handelt sich um einen kleinen kubischen Raum mit dem Angebot zum Innehalten und Gedenken. Nicht die mit Franziskus assoziierte Naturverbundenheit ist das Thema, sondern Einfachheit und Offenheit, Reduktion auf das Elementare, Zurückhaltung in der Symbolik. Es wurde ein Meditationsraum geschaffen, der vieles zulässt, für jedermann offen ist. Ein Ort des „In-sich-Gehens“ auf der Suche nach innerem Frieden gemäß dem in die Außenwand eingelassenen Zitat „pax et bonum“. Steht man vor der Kapelle, macht sie einen sehr abgeschlossenen Eindruck. Schwarze Betonwände umgeben den nur sechs Quadratmeter großen Raum, dessen fehlende Decke den Blick vom Alltäglichen weglenken soll. Kleine Nischen für Kerzen oder Gedenkbilder knüpfen an die traditionelle Mystik in diesem kargen Raum an. Eine kleine Glocke am Eingang gibt Besuchern die Gelegenheit, die Besinnung „geläutert“ abzuschließen.

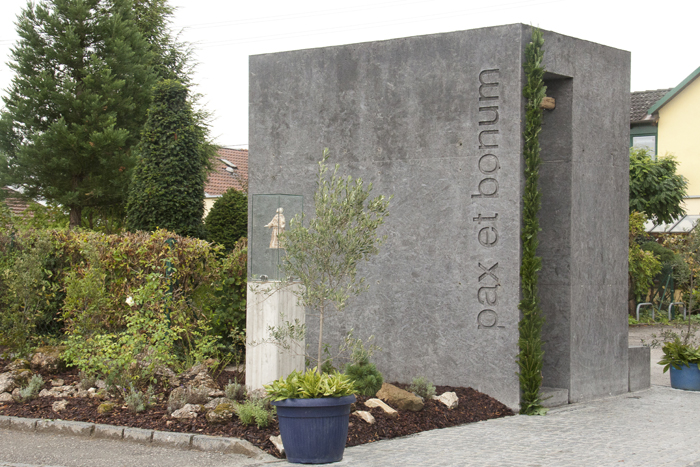
Westansicht mit Franziskusstele
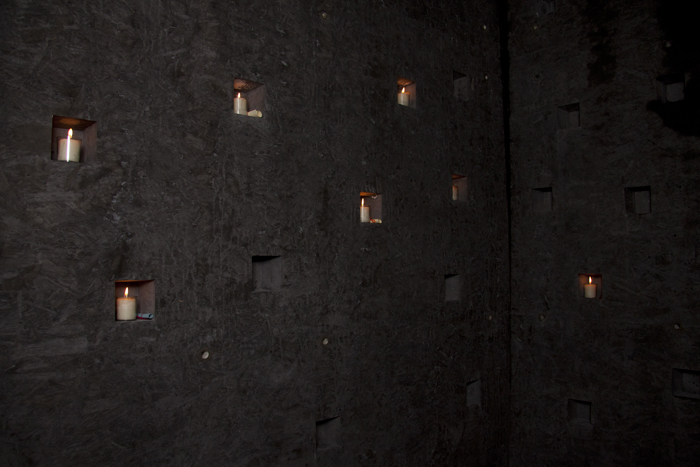
Innenansicht bei Nacht
- Entwurfsplan

## Auszeichnungen
- Für das Projekt erhielt Rafael Hintersteiner das Leistungs- und Förderstipendium der Kunstuniversität Linz sowie die Landeskulturförderung Oberösterreich.
- Die Kapelle wurde mit dem internationalen Designpreis „Red Dot Award“ ausgezeichnet.
- Anerkennungspreis des Kunstfördervereins der Diözese Linz für die Franziskuskapelle Arbing
- Hauptpreis der Markus Klammer-Stiftung mit Sitz in Speyer (D) für die Franziskuskapelle Arbing